# Liste der Baudenkmäler in Ottweiler
In der Liste der Baudenkmäler in Ottweiler sind alle Baudenkmäler der saarländischen Stadt Ottweiler nach ihren Ortsteilen aufgelistet. Grundlage ist die Veröffentlichung der Landesdenkmalliste im Amtsblatt des Saarlandes vom 22. Dezember 2004 und die aktuelle Teildenkmalliste des Landkreises Neunkirchen in der Fassung vom 9. August 2017.

## Fürth
| Lage                                       | Bezeichnung                                | Beschreibung | Bild |
| ------------------------------------------ | ------------------------------------------ | --- | ---- |
| Brückenstraße 49,419893° N, 7,237185° O    | Turm der ev. Pfarrkirche                   | Der spätgotische Turm mit Satteldach wurde im 15. Jahrhundert erbaut und war Teil einer mittelalterlichen, zuletzt evangelischen Kirche, die im 18. Jahrhundert verfiel. Der annähernd quadratische Turm ist in verputztem Bruchsteinmauerwerk mit Eckquaderung ausgeführt und besitzt ein Geschossgesims. Im Obergeschoss sind noch die alten gekuppelten Rundbogenfenster mit kleinem Pfeiler erhalten.                                                                  |      |
| Brückenstraße 49,421504° N, 7,236962° O    | Römerbrücke, Straßenbrücke                 | Die im Volksmund „Römerbrücke“ genannte Straßenbrücke wurde um 1550 erbaut. Die Brücke wurde aus Sandsteinquadern errichtet und hat vier Bögen mit Blendbögen. Die Pfeiler sind flussabwärts rechteckig und flussaufwärts als Wasserbrecher spitz ausgeführt. Nach dem Neubau einer Straßenbrücke direkt neben der alte Brücke ist diese heute nur noch Fußgängerbrücke. Auf einem der Pfeiler ist noch ein Sockel zu sehen, auf dem ursprünglich eine Brückenfigur stand. |      |
| Brückenstraße 37 49,417435° N, 7,235079° O | Werns Mühle, Mühle mit Wohn- und Stallteil | Die Mühle wurde 1841 erbaut. Ab dem Jahre 1852 wurden Stallungen und ein Wohnhaus hinzugefügt. 1877 erhielt die Mühle ihre heutige Form. Zunächst wurde eine Mahlmühle betrieben, ab 1856 auch eine Ölmühle. 1959 wurde der Mühlbetrieb eingestellt. |      |
| Brückenstraße 58 49,418654° N, 7,23603° O  | Kath. Kirche St. Michael                   | St. Michael wurde 1868 als einfacher Saalbau von Josef Lerch erbaut. Im Chor mit dreiseitigem Schluss steht ein Hochaltar aus Holz, der aus der Mitte des 18. Jahrhunderts stammt. Zur Ausstattung des neubarocken Sakralbaus gehört auch eine Sandsteinfigur des hl. Nikolaus, die um 1755 entstand. Neben der Giebelfassade steht ein quadratischer Turm. Über dem Eingang in der Giebelfassade großes Rundfenster.                                                      |      |

## Lautenbach
| Lage                                        | Bezeichnung | Beschreibung | Bild |
| ------------------------------------------- | ----------- | ------------ | ---- |
| Waldmohrerstraße 14 49,41924° N, 7,26752° O | Schule      | Erbaut 1890  |      |

## Mainzweiler
| Lage                                     | Bezeichnung     | Beschreibung | Bild |
| ---------------------------------------- | --------------- | --- | ---- |
| Hauptstraße 12 49,418687° N, 7,116718° O | Bauernhaus      | Erbaut im 18. Jahrhundert |      |
| Hauptstraße 16 49,41845° N, 7,11645° O   | Kath. Schulhaus | Das Schulhaus wurde 1819 als eingeschossiger Putzbau erbaut. 1856 setzte man dem Satteldach einen Dachreiter mit Glocke auf und 1872 wurde aufgestockt. Das Glockentürmchen wurde 1927 erneuert und etwas verschlankt. Von 1936 bis 1945 war in dem ursprünglich katholischen Schulhaus eine Gemeinschaftsschule untergebracht, in der evangelische und katholische Kinder gemeinsam unterrichtet wurden. Die unteren Räume wurden in dieser Zeit als Kindergarten genutzt. Als 1960 ein neues Schulhaus erbaut wurde, wurde das Gebäude als Sanitätsmateriallager für den zivilen Bevölkerungsschutz genutzt. 1968 wurde das Haus in Privatbesitz veräußert. Inzwischen ist das Gebäude saniert und wird von Vereinen der Stadt genutzt. Der zweigeschossige, traufständige Putzbau besitzt zur Straßenseite vier Fensterachsen, von denen im Erdgeschoss eine die Tür aufnimmt. Türen und Fenster sind mit Sandsteinlaibung ausgeführt. Im Obergeschoss sind die Fenster durch ein Sohlbankgesims ausgeführt. Das Haus steht an einem Hang, so gibt das Gebäude nach vorne ein hohes Sockelgeschoss frei. |      |

## Ottweiler
| Lage | Bezeichnung                                                 | Beschreibung | Bild |
| --- | ----------------------------------------------------------- | --- | --- |
| Alte Kirchhofstraße/Auf dem Graben/Eckenstraße/ Goethestraße/Herrengarten/Enggaß/Gäßling/Kirchstraße/ Pauluseck/Rathausplatz/Sammetgasse/Schlosshof/ Schmalwasserstraße/Tenschstraße/Wilhelm-Heinrich-Straße 49,40277° N, 7,160683° O | Ensemble Altstadt Ottweiler                                 | Die Altstadt von Ottweiler entstand überwiegend im 18. und 19. Jahrhundert. Einige Häuser rund um den Rathausplatz entstammen auch dem 16. Jahrhundert. | Die Altstadt von Ottweiler entstand überwiegend im 18. und 19. Jahrhundert. Einige Häuser rund um den Rathausplatz entstammen auch dem 16. Jahrhundert. |
| Alte Kirchhofstraße/Auf dem Graben/Eckenstraße/ Goethestraße/Herrengarten/Enggaß/Gäßling/Kirchstraße/ Pauluseck/Rathausplatz/Sammetgasse/Schlosshof/ Schmalwasserstraße/Tenschstraße/Wilhelm-Heinrich-Straße 49,40277° N, 7,160683° O | Ensemble Altstadt Ottweiler                                 | Alte Kirchhofstraße 3, Wohnhaus, um 1750 (Ensemblebestandteil) | |
| Alte Kirchhofstraße/Auf dem Graben/Eckenstraße/ Goethestraße/Herrengarten/Enggaß/Gäßling/Kirchstraße/ Pauluseck/Rathausplatz/Sammetgasse/Schlosshof/ Schmalwasserstraße/Tenschstraße/Wilhelm-Heinrich-Straße 49,40277° N, 7,160683° O | Ensemble Altstadt Ottweiler                                 | Alte Kirchhofstraße 5, Wohnhaus, 1860 (Einzeldenkmal) | |
| Alte Kirchhofstraße/Auf dem Graben/Eckenstraße/ Goethestraße/Herrengarten/Enggaß/Gäßling/Kirchstraße/ Pauluseck/Rathausplatz/Sammetgasse/Schlosshof/ Schmalwasserstraße/Tenschstraße/Wilhelm-Heinrich-Straße 49,40277° N, 7,160683° O | Ensemble Altstadt Ottweiler                                 | Auf dem Graben 3, Wohnhaus, Wirtschaftsgebäude, 19. Jh. (Ensemblebestandteil) | |
| Alte Kirchhofstraße/Auf dem Graben/Eckenstraße/ Goethestraße/Herrengarten/Enggaß/Gäßling/Kirchstraße/ Pauluseck/Rathausplatz/Sammetgasse/Schlosshof/ Schmalwasserstraße/Tenschstraße/Wilhelm-Heinrich-Straße 49,40277° N, 7,160683° O | Ensemble Altstadt Ottweiler                                 | Eckenstraße 1, Wohnhaus (Ensemblebestandteil) | |
| Alte Kirchhofstraße/Auf dem Graben/Eckenstraße/ Goethestraße/Herrengarten/Enggaß/Gäßling/Kirchstraße/ Pauluseck/Rathausplatz/Sammetgasse/Schlosshof/ Schmalwasserstraße/Tenschstraße/Wilhelm-Heinrich-Straße 49,40277° N, 7,160683° O | Ensemble Altstadt Ottweiler                                 | Eckenstraße 2, Wohnhaus, 1747 (Ensemblebestandteil) | |
| Alte Kirchhofstraße/Auf dem Graben/Eckenstraße/ Goethestraße/Herrengarten/Enggaß/Gäßling/Kirchstraße/ Pauluseck/Rathausplatz/Sammetgasse/Schlosshof/ Schmalwasserstraße/Tenschstraße/Wilhelm-Heinrich-Straße 49,40277° N, 7,160683° O | Ensemble Altstadt Ottweiler                                 | Eckenstraße 3 / Tenschstraße 14, Schule, 1. Hälfte 18. Jh., Umbau 19. Jh. (Ensemblebestandteil) | |
| Alte Kirchhofstraße/Auf dem Graben/Eckenstraße/ Goethestraße/Herrengarten/Enggaß/Gäßling/Kirchstraße/ Pauluseck/Rathausplatz/Sammetgasse/Schlosshof/ Schmalwasserstraße/Tenschstraße/Wilhelm-Heinrich-Straße 49,40277° N, 7,160683° O | Ensemble Altstadt Ottweiler                                 | Enggaß 1, Architekturteile der Stadtmauer und Gewölbekeller (Ensemblebestandteil) | |
| Alte Kirchhofstraße/Auf dem Graben/Eckenstraße/ Goethestraße/Herrengarten/Enggaß/Gäßling/Kirchstraße/ Pauluseck/Rathausplatz/Sammetgasse/Schlosshof/ Schmalwasserstraße/Tenschstraße/Wilhelm-Heinrich-Straße 49,40277° N, 7,160683° O | Ensemble Altstadt Ottweiler                                 | Enggaß 2, Wohnhaus, 1835 (Ensemblebestandteil) | |
| Alte Kirchhofstraße/Auf dem Graben/Eckenstraße/ Goethestraße/Herrengarten/Enggaß/Gäßling/Kirchstraße/ Pauluseck/Rathausplatz/Sammetgasse/Schlosshof/ Schmalwasserstraße/Tenschstraße/Wilhelm-Heinrich-Straße 49,40277° N, 7,160683° O | Ensemble Altstadt Ottweiler                                 | Enggaß 3, Wohnhaus, 3. Viertel 19. Jh. (Ensemblebestandteil) | |
| Alte Kirchhofstraße/Auf dem Graben/Eckenstraße/ Goethestraße/Herrengarten/Enggaß/Gäßling/Kirchstraße/ Pauluseck/Rathausplatz/Sammetgasse/Schlosshof/ Schmalwasserstraße/Tenschstraße/Wilhelm-Heinrich-Straße 49,40277° N, 7,160683° O | Ensemble Altstadt Ottweiler                                 | Enggaß 4, Teile des Neumünster Stadttorturms (Einzeldenkmal) | |
| Alte Kirchhofstraße/Auf dem Graben/Eckenstraße/ Goethestraße/Herrengarten/Enggaß/Gäßling/Kirchstraße/ Pauluseck/Rathausplatz/Sammetgasse/Schlosshof/ Schmalwasserstraße/Tenschstraße/Wilhelm-Heinrich-Straße 49,40277° N, 7,160683° O | Ensemble Altstadt Ottweiler                                 | Enggaß 5, Wohn- und Geschäftshaus, 1870–80 (Ensemblebestandteil) | |
| Alte Kirchhofstraße/Auf dem Graben/Eckenstraße/ Goethestraße/Herrengarten/Enggaß/Gäßling/Kirchstraße/ Pauluseck/Rathausplatz/Sammetgasse/Schlosshof/ Schmalwasserstraße/Tenschstraße/Wilhelm-Heinrich-Straße 49,40277° N, 7,160683° O | Ensemble Altstadt Ottweiler                                 | Enggaß 6, Wohnhaus mit älteren Architekturteilen, 19. Jh. (Ensemblebestandteil) | |
| Alte Kirchhofstraße/Auf dem Graben/Eckenstraße/ Goethestraße/Herrengarten/Enggaß/Gäßling/Kirchstraße/ Pauluseck/Rathausplatz/Sammetgasse/Schlosshof/ Schmalwasserstraße/Tenschstraße/Wilhelm-Heinrich-Straße 49,40277° N, 7,160683° O | Ensemble Altstadt Ottweiler                                 | Enggaß 10, Doppelwohnhaus, 2. Hälfte 17. Jh. (Ensemblebestandteil) | |
| Alte Kirchhofstraße/Auf dem Graben/Eckenstraße/ Goethestraße/Herrengarten/Enggaß/Gäßling/Kirchstraße/ Pauluseck/Rathausplatz/Sammetgasse/Schlosshof/ Schmalwasserstraße/Tenschstraße/Wilhelm-Heinrich-Straße 49,40277° N, 7,160683° O | Ensemble Altstadt Ottweiler                                 | Enggaß 11, Wohn- und Geschäftshaus, 4. Viertel 19. Jh., Saal von 1903 (Einzeldenkmal) | |
| Alte Kirchhofstraße/Auf dem Graben/Eckenstraße/ Goethestraße/Herrengarten/Enggaß/Gäßling/Kirchstraße/ Pauluseck/Rathausplatz/Sammetgasse/Schlosshof/ Schmalwasserstraße/Tenschstraße/Wilhelm-Heinrich-Straße 49,40277° N, 7,160683° O | Ensemble Altstadt Ottweiler                                 | Enggaß 12, Wohnhaus, um 1890 (Ensemblebestandteil) | |
| Alte Kirchhofstraße/Auf dem Graben/Eckenstraße/ Goethestraße/Herrengarten/Enggaß/Gäßling/Kirchstraße/ Pauluseck/Rathausplatz/Sammetgasse/Schlosshof/ Schmalwasserstraße/Tenschstraße/Wilhelm-Heinrich-Straße 49,40277° N, 7,160683° O | Ensemble Altstadt Ottweiler                                 | Enggaß 13, Wohnhaus, 4. Viertel 19. Jh. (Ensemblebestandteil) | |
| Alte Kirchhofstraße/Auf dem Graben/Eckenstraße/ Goethestraße/Herrengarten/Enggaß/Gäßling/Kirchstraße/ Pauluseck/Rathausplatz/Sammetgasse/Schlosshof/ Schmalwasserstraße/Tenschstraße/Wilhelm-Heinrich-Straße 49,40277° N, 7,160683° O | Ensemble Altstadt Ottweiler                                 | Gäßling 1, Wohnhaus mit Anbauten, um 1600, 19. Jh. (Ensemblebestandteil) | |
| Alte Kirchhofstraße/Auf dem Graben/Eckenstraße/ Goethestraße/Herrengarten/Enggaß/Gäßling/Kirchstraße/ Pauluseck/Rathausplatz/Sammetgasse/Schlosshof/ Schmalwasserstraße/Tenschstraße/Wilhelm-Heinrich-Straße 49,40277° N, 7,160683° O | Ensemble Altstadt Ottweiler                                 | Gäßling 3–5, Wohnhaus, 17./18. Jh. (Ensemblebestandteil) | |
| Alte Kirchhofstraße/Auf dem Graben/Eckenstraße/ Goethestraße/Herrengarten/Enggaß/Gäßling/Kirchstraße/ Pauluseck/Rathausplatz/Sammetgasse/Schlosshof/ Schmalwasserstraße/Tenschstraße/Wilhelm-Heinrich-Straße 49,40277° N, 7,160683° O | Ensemble Altstadt Ottweiler                                 | Gäßling 7, Wohnhaus, 2. Hälfte 17. Jh./1. Viertel 18. Jh. (Einzeldenkmal) | |
| Alte Kirchhofstraße/Auf dem Graben/Eckenstraße/ Goethestraße/Herrengarten/Enggaß/Gäßling/Kirchstraße/ Pauluseck/Rathausplatz/Sammetgasse/Schlosshof/ Schmalwasserstraße/Tenschstraße/Wilhelm-Heinrich-Straße 49,40277° N, 7,160683° O | Ensemble Altstadt Ottweiler                                 | Gäßling 8–10, Wohnhaus mit Innenausstattung, 1717, Umbau 4. Viertel 19. Jh. (Einzeldenkmal) | |
| Alte Kirchhofstraße/Auf dem Graben/Eckenstraße/ Goethestraße/Herrengarten/Enggaß/Gäßling/Kirchstraße/ Pauluseck/Rathausplatz/Sammetgasse/Schlosshof/ Schmalwasserstraße/Tenschstraße/Wilhelm-Heinrich-Straße 49,40277° N, 7,160683° O | Ensemble Altstadt Ottweiler                                 | Gäßling 9, Wohnhaus (Einzeldenkmal) | |
| Alte Kirchhofstraße/Auf dem Graben/Eckenstraße/ Goethestraße/Herrengarten/Enggaß/Gäßling/Kirchstraße/ Pauluseck/Rathausplatz/Sammetgasse/Schlosshof/ Schmalwasserstraße/Tenschstraße/Wilhelm-Heinrich-Straße 49,40277° N, 7,160683° O | Ensemble Altstadt Ottweiler                                 | Gäßling 11, Ottweiler Brauerei, um 1880 (Ensemblebestandteil): Die Ottweiler Brauerei wurde 1873 von Heinrich und Carl Simon gegründet. 1888 wurde die Brauerei in eine Aktiengesellschaft umgewandelt und firmierte unter dem Namen Ottweiler Brauerei AG. Aus dieser Zeit stammen auch Maschinenhaus, Kesselhaus, Ausstattung, Sudraum und der Felsenkeller. Mitte der 1960er Jahre erwarb dann die Karlsberg Brauerei die Mehrheit der Aktien und der Betrieb wurde kurze Zeit später auf Malzbierproduktion umgestellt. Inzwischen ist die Produktion eingestellt. | |
| Alte Kirchhofstraße/Auf dem Graben/Eckenstraße/ Goethestraße/Herrengarten/Enggaß/Gäßling/Kirchstraße/ Pauluseck/Rathausplatz/Sammetgasse/Schlosshof/ Schmalwasserstraße/Tenschstraße/Wilhelm-Heinrich-Straße 49,40277° N, 7,160683° O | Ensemble Altstadt Ottweiler                                 | Gäßling 13, Wohnhaus, um 1750, Umbau 4. Viertel 19. Jh. (Ensemblebestandteil) | |
| Alte Kirchhofstraße/Auf dem Graben/Eckenstraße/ Goethestraße/Herrengarten/Enggaß/Gäßling/Kirchstraße/ Pauluseck/Rathausplatz/Sammetgasse/Schlosshof/ Schmalwasserstraße/Tenschstraße/Wilhelm-Heinrich-Straße 49,40277° N, 7,160683° O | Ensemble Altstadt Ottweiler                                 | Gäßling 15/15a, Wohnhaus, 17./18. Jh., Umbau um 1991 (Ensemblebestandteil) | |
| Alte Kirchhofstraße/Auf dem Graben/Eckenstraße/ Goethestraße/Herrengarten/Enggaß/Gäßling/Kirchstraße/ Pauluseck/Rathausplatz/Sammetgasse/Schlosshof/ Schmalwasserstraße/Tenschstraße/Wilhelm-Heinrich-Straße 49,40277° N, 7,160683° O | Ensemble Altstadt Ottweiler                                 | Gäßling 17, Wohnhaus, 18./19. Jh. (Ensemblebestandteil) | |
| Alte Kirchhofstraße/Auf dem Graben/Eckenstraße/ Goethestraße/Herrengarten/Enggaß/Gäßling/Kirchstraße/ Pauluseck/Rathausplatz/Sammetgasse/Schlosshof/ Schmalwasserstraße/Tenschstraße/Wilhelm-Heinrich-Straße 49,40277° N, 7,160683° O | Ensemble Altstadt Ottweiler                                 | Goethestraße 1, Wohnhaus, 1733/34 (Einzeldenkmal) | |
| Alte Kirchhofstraße/Auf dem Graben/Eckenstraße/ Goethestraße/Herrengarten/Enggaß/Gäßling/Kirchstraße/ Pauluseck/Rathausplatz/Sammetgasse/Schlosshof/ Schmalwasserstraße/Tenschstraße/Wilhelm-Heinrich-Straße 49,40277° N, 7,160683° O | Ensemble Altstadt Ottweiler                                 | Goethestraße 2, Wohnhaus mit Ausstattung, Hofmauer, Toreinfahrten, 3. Viertel 19. Jh. (Ensemblebestandteil) | |
| Alte Kirchhofstraße/Auf dem Graben/Eckenstraße/ Goethestraße/Herrengarten/Enggaß/Gäßling/Kirchstraße/ Pauluseck/Rathausplatz/Sammetgasse/Schlosshof/ Schmalwasserstraße/Tenschstraße/Wilhelm-Heinrich-Straße 49,40277° N, 7,160683° O | Ensemble Altstadt Ottweiler                                 | Goethestraße 3, Wohnhaus (Ensemblebestandteil) | |
| Alte Kirchhofstraße/Auf dem Graben/Eckenstraße/ Goethestraße/Herrengarten/Enggaß/Gäßling/Kirchstraße/ Pauluseck/Rathausplatz/Sammetgasse/Schlosshof/ Schmalwasserstraße/Tenschstraße/Wilhelm-Heinrich-Straße 49,40277° N, 7,160683° O | Ensemble Altstadt Ottweiler                                 | Goethestraße 5, Wohnhaus, 1745, renoviert 1766 (Ensemblebestandteil) | |
| Alte Kirchhofstraße/Auf dem Graben/Eckenstraße/ Goethestraße/Herrengarten/Enggaß/Gäßling/Kirchstraße/ Pauluseck/Rathausplatz/Sammetgasse/Schlosshof/ Schmalwasserstraße/Tenschstraße/Wilhelm-Heinrich-Straße 49,40277° N, 7,160683° O | Ensemble Altstadt Ottweiler                                 | Goethestraße 7, Wohnhaus, 1. Viertel 18. Jh. (Ensemblebestandteil) | |
| Alte Kirchhofstraße/Auf dem Graben/Eckenstraße/ Goethestraße/Herrengarten/Enggaß/Gäßling/Kirchstraße/ Pauluseck/Rathausplatz/Sammetgasse/Schlosshof/ Schmalwasserstraße/Tenschstraße/Wilhelm-Heinrich-Straße 49,40277° N, 7,160683° O | Ensemble Altstadt Ottweiler                                 | Goethestraße 8, sog. Nonnenhaus (Einzeldenkmal): Das Nonnenhaus wurde urkundlich bereits 1444 erwähnt. Es ist damit das älteste erhaltene Haus Ottweilers. Das Kloster Neumünster bestand als Benediktinerinnenkloster bis 1576, dann übergaben die letzten Nonnen das Kloster an den Grafen Albrecht von Nassau-Saarbrücken-Ottweiler und zogen in das Wohnhaus, das Jahre zuvor vom Kloster angekauft wurde. | |
| Alte Kirchhofstraße/Auf dem Graben/Eckenstraße/ Goethestraße/Herrengarten/Enggaß/Gäßling/Kirchstraße/ Pauluseck/Rathausplatz/Sammetgasse/Schlosshof/ Schmalwasserstraße/Tenschstraße/Wilhelm-Heinrich-Straße 49,40277° N, 7,160683° O | Ensemble Altstadt Ottweiler                                 | Goethestraße 9, Wohnhaus, Torturm (Einzeldenkmal) | |
| Alte Kirchhofstraße/Auf dem Graben/Eckenstraße/ Goethestraße/Herrengarten/Enggaß/Gäßling/Kirchstraße/ Pauluseck/Rathausplatz/Sammetgasse/Schlosshof/ Schmalwasserstraße/Tenschstraße/Wilhelm-Heinrich-Straße 49,40277° N, 7,160683° O | Ensemble Altstadt Ottweiler                                 | Goethestraße 10, Wohnhäuser, 18. Jh. (Ensemblebestandteil) | |
| Alte Kirchhofstraße/Auf dem Graben/Eckenstraße/ Goethestraße/Herrengarten/Enggaß/Gäßling/Kirchstraße/ Pauluseck/Rathausplatz/Sammetgasse/Schlosshof/ Schmalwasserstraße/Tenschstraße/Wilhelm-Heinrich-Straße 49,40277° N, 7,160683° O | Ensemble Altstadt Ottweiler                                 | Goethestraße 11, Wohnhaus, 18. Jh., Umbau 19. Jh. (Ensemblebestandteil) | |
| Alte Kirchhofstraße/Auf dem Graben/Eckenstraße/ Goethestraße/Herrengarten/Enggaß/Gäßling/Kirchstraße/ Pauluseck/Rathausplatz/Sammetgasse/Schlosshof/ Schmalwasserstraße/Tenschstraße/Wilhelm-Heinrich-Straße 49,40277° N, 7,160683° O | Ensemble Altstadt Ottweiler                                 | Goethestraße 13, Wohnhaus, 18. Jh., 1787 Erweiterung, Überformung 19. Jh. (Ensemblebestandteil): Der traufständige, zweigeschossige Putzbau mit Satteldach wurde im 18. Jahrhundert erbaut und 1787 erweitert. Die Front des Hauses erhebt sich über einem hohen Sockelgeschoss und besitzt sieben asymmetrische Fensterachsen. Man betritt das Gebäude über eine gegenläufige Treppe in der fünften Achse. Im Giebelbereich wird Fachwerk sichtbar. | |
| Alte Kirchhofstraße/Auf dem Graben/Eckenstraße/ Goethestraße/Herrengarten/Enggaß/Gäßling/Kirchstraße/ Pauluseck/Rathausplatz/Sammetgasse/Schlosshof/ Schmalwasserstraße/Tenschstraße/Wilhelm-Heinrich-Straße 49,40277° N, 7,160683° O | Ensemble Altstadt Ottweiler                                 | Goethestraße 14a / Weylplatz 10/12/14, Mauerzug, Wehrbefestigung (Ensemblebestandteil) | |
| Alte Kirchhofstraße/Auf dem Graben/Eckenstraße/ Goethestraße/Herrengarten/Enggaß/Gäßling/Kirchstraße/ Pauluseck/Rathausplatz/Sammetgasse/Schlosshof/ Schmalwasserstraße/Tenschstraße/Wilhelm-Heinrich-Straße 49,40277° N, 7,160683° O | Ensemble Altstadt Ottweiler                                 | Goethestraße 15, Wohnhaus, Wirtschaftsteil, Toreinfahrt (Ensemblebestandteil) | |
| Alte Kirchhofstraße/Auf dem Graben/Eckenstraße/ Goethestraße/Herrengarten/Enggaß/Gäßling/Kirchstraße/ Pauluseck/Rathausplatz/Sammetgasse/Schlosshof/ Schmalwasserstraße/Tenschstraße/Wilhelm-Heinrich-Straße 49,40277° N, 7,160683° O | Ensemble Altstadt Ottweiler                                 | Goethestraße 17, Wohnhaus, 1763/64, Erweiterung 19. Jh. (Einzeldenkmal) | |
| Alte Kirchhofstraße/Auf dem Graben/Eckenstraße/ Goethestraße/Herrengarten/Enggaß/Gäßling/Kirchstraße/ Pauluseck/Rathausplatz/Sammetgasse/Schlosshof/ Schmalwasserstraße/Tenschstraße/Wilhelm-Heinrich-Straße 49,40277° N, 7,160683° O | Ensemble Altstadt Ottweiler                                 | Goethestraße 20, Torfahrthaus, 1855 (Ensemblebestandteil) | |
| Alte Kirchhofstraße/Auf dem Graben/Eckenstraße/ Goethestraße/Herrengarten/Enggaß/Gäßling/Kirchstraße/ Pauluseck/Rathausplatz/Sammetgasse/Schlosshof/ Schmalwasserstraße/Tenschstraße/Wilhelm-Heinrich-Straße 49,40277° N, 7,160683° O | Ensemble Altstadt Ottweiler                                 | Goethestraße 22, Torfahrthaus, 1839/40, 1871 „Erziehungs-Anstalt für bergmännische Waisenkinder“ (Ensemblebestandteil) | |
| Alte Kirchhofstraße/Auf dem Graben/Eckenstraße/ Goethestraße/Herrengarten/Enggaß/Gäßling/Kirchstraße/ Pauluseck/Rathausplatz/Sammetgasse/Schlosshof/ Schmalwasserstraße/Tenschstraße/Wilhelm-Heinrich-Straße 49,40277° N, 7,160683° O | Ensemble Altstadt Ottweiler                                 | Herrengarten 2, Schwesternwohnung mit Pflegestation und Nähschule, 1904/05 von Wilhelm Hector (Ensemblebestandteil) | |
| Alte Kirchhofstraße/Auf dem Graben/Eckenstraße/ Goethestraße/Herrengarten/Enggaß/Gäßling/Kirchstraße/ Pauluseck/Rathausplatz/Sammetgasse/Schlosshof/ Schmalwasserstraße/Tenschstraße/Wilhelm-Heinrich-Straße 49,40277° N, 7,160683° O | Ensemble Altstadt Ottweiler                                 | Kirchstraße o. Nr., Ev. Pfarrkirche mit Wehrturm 16. Jh., 16. Jh. Umbau 18. Jh. (Einzeldenkmal): Ältester Teil der Kirche ist der Glockenturm. Er wurde im Jahr 1410 als Wehrturm errichtet. Im Jahr 1442 erhielt der Turm im Rahmen einer Umbaumaßnahme einen Helm mit vier Wachhäuschen. Das Kirchengebäude geht auf eine 1477 errichtete Kapelle des Klosters Neumünster zurück, die 1684 von den Ottweiler Protestanten übernommen wurde und fortan als Pfarrkirche diente. Ende des 16. Jahrhunderts wurde der Bau nach Westen erweitert. In den Jahren 1756 bis 1757 erfolgte eine Erweiterung nach Osten und die Kirche wurde nach Plänen des Architekten Friedrich Joachim Stengel umgebaut. An der Ostwand entstand ein barockes Hauptportal mit doppelläufiger Freitreppe. Der verputzte Saalbau mit Ecklisenen aus Sandstein besitzt sowohl gotische, wie auch barocke Elemente. | |
| Alte Kirchhofstraße/Auf dem Graben/Eckenstraße/ Goethestraße/Herrengarten/Enggaß/Gäßling/Kirchstraße/ Pauluseck/Rathausplatz/Sammetgasse/Schlosshof/ Schmalwasserstraße/Tenschstraße/Wilhelm-Heinrich-Straße 49,40277° N, 7,160683° O | Ensemble Altstadt Ottweiler                                 | Pauluseck 2, Wohnhaus, Ökonomiegebäude mit Toreinfahrt, 18. Jh. (Ensemblebestandteil) | |
| Alte Kirchhofstraße/Auf dem Graben/Eckenstraße/ Goethestraße/Herrengarten/Enggaß/Gäßling/Kirchstraße/ Pauluseck/Rathausplatz/Sammetgasse/Schlosshof/ Schmalwasserstraße/Tenschstraße/Wilhelm-Heinrich-Straße 49,40277° N, 7,160683° O | Ensemble Altstadt Ottweiler                                 | Pauluseck 4, Wohnhaus, 18. Jh. (Ensemblebestandteil) | |
| Alte Kirchhofstraße/Auf dem Graben/Eckenstraße/ Goethestraße/Herrengarten/Enggaß/Gäßling/Kirchstraße/ Pauluseck/Rathausplatz/Sammetgasse/Schlosshof/ Schmalwasserstraße/Tenschstraße/Wilhelm-Heinrich-Straße 49,40277° N, 7,160683° O | Ensemble Altstadt Ottweiler                                 | Pauluseck 8, Reste der Stadtmauer (Wehrturm) im Keller (Einzeldenkmal) | |
| Alte Kirchhofstraße/Auf dem Graben/Eckenstraße/ Goethestraße/Herrengarten/Enggaß/Gäßling/Kirchstraße/ Pauluseck/Rathausplatz/Sammetgasse/Schlosshof/ Schmalwasserstraße/Tenschstraße/Wilhelm-Heinrich-Straße 49,40277° N, 7,160683° O | Ensemble Altstadt Ottweiler                                 | Rathausplatz 2, Gasthaus Rose, Wohnhaus, 17. Jh., Erweiterung 19. Jh. (Einzeldenkmal) | |
| Alte Kirchhofstraße/Auf dem Graben/Eckenstraße/ Goethestraße/Herrengarten/Enggaß/Gäßling/Kirchstraße/ Pauluseck/Rathausplatz/Sammetgasse/Schlosshof/ Schmalwasserstraße/Tenschstraße/Wilhelm-Heinrich-Straße 49,40277° N, 7,160683° O | Ensemble Altstadt Ottweiler                                 | Rathausplatz 4, Wohnhaus, 18. Jh. (Einzeldenkmal) | |
| Alte Kirchhofstraße/Auf dem Graben/Eckenstraße/ Goethestraße/Herrengarten/Enggaß/Gäßling/Kirchstraße/ Pauluseck/Rathausplatz/Sammetgasse/Schlosshof/ Schmalwasserstraße/Tenschstraße/Wilhelm-Heinrich-Straße 49,40277° N, 7,160683° O | Ensemble Altstadt Ottweiler                                 | Rathausplatz 5, Altes Rathaus (Einzeldenkmal): Das historische Rathaus wurde um 1717 erbaut. Der dreigeschossige Putzbau besitzt ein steiles Walmdach, auf dem ein Dachreiter als Glockenturm sitzt. Erd- und Obergeschoss sind durch ein Geschossgesims getrennt. Das zweite Obergeschoss ist in Fachwerk ausgeführt. Der Eingang sitzt in der dritten von sieben Fensterachsen und wird über eine gegenläufige Treppe betreten. Die Eingangstür wird von einer Sandsteinlaibung gerahmt und besitzt eine hohe Verdachung, die bis in das Geschossgesims reicht. | |
| Alte Kirchhofstraße/Auf dem Graben/Eckenstraße/ Goethestraße/Herrengarten/Enggaß/Gäßling/Kirchstraße/ Pauluseck/Rathausplatz/Sammetgasse/Schlosshof/ Schmalwasserstraße/Tenschstraße/Wilhelm-Heinrich-Straße 49,40277° N, 7,160683° O | Ensemble Altstadt Ottweiler                                 | Rathausplatz 6, Wohnhaus, 18. Jh. (Einzeldenkmal) | |
| Alte Kirchhofstraße/Auf dem Graben/Eckenstraße/ Goethestraße/Herrengarten/Enggaß/Gäßling/Kirchstraße/ Pauluseck/Rathausplatz/Sammetgasse/Schlosshof/ Schmalwasserstraße/Tenschstraße/Wilhelm-Heinrich-Straße 49,40277° N, 7,160683° O | Ensemble Altstadt Ottweiler                                 | Rathausplatz 8, Wohnhaus, 17./18. Jh. (Einzeldenkmal) | |
| Alte Kirchhofstraße/Auf dem Graben/Eckenstraße/ Goethestraße/Herrengarten/Enggaß/Gäßling/Kirchstraße/ Pauluseck/Rathausplatz/Sammetgasse/Schlosshof/ Schmalwasserstraße/Tenschstraße/Wilhelm-Heinrich-Straße 49,40277° N, 7,160683° O | Ensemble Altstadt Ottweiler                                 | Rathausplatz 10, Wohnhaus (Einzeldenkmal) | |
| Alte Kirchhofstraße/Auf dem Graben/Eckenstraße/ Goethestraße/Herrengarten/Enggaß/Gäßling/Kirchstraße/ Pauluseck/Rathausplatz/Sammetgasse/Schlosshof/ Schmalwasserstraße/Tenschstraße/Wilhelm-Heinrich-Straße 49,40277° N, 7,160683° O | Ensemble Altstadt Ottweiler                                 | Rathausplatz 12, Wohnhaus, 17./19. Jh. (Einzeldenkmal) | |
| Alte Kirchhofstraße/Auf dem Graben/Eckenstraße/ Goethestraße/Herrengarten/Enggaß/Gäßling/Kirchstraße/ Pauluseck/Rathausplatz/Sammetgasse/Schlosshof/ Schmalwasserstraße/Tenschstraße/Wilhelm-Heinrich-Straße 49,40277° N, 7,160683° O | Ensemble Altstadt Ottweiler                                 | Rathausplatz 14, Wohnhaus, um 1650 (Einzeldenkmal) | |
| Alte Kirchhofstraße/Auf dem Graben/Eckenstraße/ Goethestraße/Herrengarten/Enggaß/Gäßling/Kirchstraße/ Pauluseck/Rathausplatz/Sammetgasse/Schlosshof/ Schmalwasserstraße/Tenschstraße/Wilhelm-Heinrich-Straße 49,40277° N, 7,160683° O | Ensemble Altstadt Ottweiler                                 | Sammetgasse 1, Wohnhaus, 17. Jh. (Ensemblebestandteil) | |
| Alte Kirchhofstraße/Auf dem Graben/Eckenstraße/ Goethestraße/Herrengarten/Enggaß/Gäßling/Kirchstraße/ Pauluseck/Rathausplatz/Sammetgasse/Schlosshof/ Schmalwasserstraße/Tenschstraße/Wilhelm-Heinrich-Straße 49,40277° N, 7,160683° O | Ensemble Altstadt Ottweiler                                 | Sammetgasse 3, Wohnhaus, 1. Hälfte 18. Jh. (Ensemblebestandteil) | |
| Alte Kirchhofstraße/Auf dem Graben/Eckenstraße/ Goethestraße/Herrengarten/Enggaß/Gäßling/Kirchstraße/ Pauluseck/Rathausplatz/Sammetgasse/Schlosshof/ Schmalwasserstraße/Tenschstraße/Wilhelm-Heinrich-Straße 49,40277° N, 7,160683° O | Ensemble Altstadt Ottweiler                                 | Sammetgasse 5, Wohnhaus (Ensemblebestandteil) | |
| Alte Kirchhofstraße/Auf dem Graben/Eckenstraße/ Goethestraße/Herrengarten/Enggaß/Gäßling/Kirchstraße/ Pauluseck/Rathausplatz/Sammetgasse/Schlosshof/ Schmalwasserstraße/Tenschstraße/Wilhelm-Heinrich-Straße 49,40277° N, 7,160683° O | Ensemble Altstadt Ottweiler                                 | Schloßhof 1, Wohnhaus, 1599, Überformung vor 1910 (Ensemblebestandteil) | |
| Alte Kirchhofstraße/Auf dem Graben/Eckenstraße/ Goethestraße/Herrengarten/Enggaß/Gäßling/Kirchstraße/ Pauluseck/Rathausplatz/Sammetgasse/Schlosshof/ Schmalwasserstraße/Tenschstraße/Wilhelm-Heinrich-Straße 49,40277° N, 7,160683° O | Ensemble Altstadt Ottweiler                                 | Schloßhof 3, Wohnhaus, 17. Jh., Umbau 19. Jh. (Ensemblebestandteil) | |
| Alte Kirchhofstraße/Auf dem Graben/Eckenstraße/ Goethestraße/Herrengarten/Enggaß/Gäßling/Kirchstraße/ Pauluseck/Rathausplatz/Sammetgasse/Schlosshof/ Schmalwasserstraße/Tenschstraße/Wilhelm-Heinrich-Straße 49,40277° N, 7,160683° O | Ensemble Altstadt Ottweiler                                 | Schloßhof 5, um 1590 (Einzeldenkmal): Das Renaissancegebäude wurde um 1590 als Sitz der gräflichen Verwaltung erbaut. Später erhielt das Haus seinen Namen nach einem Ottweiler Kaufmann. Der traufständige zweigeschossige Putzbau ist im Erdgeschoss mit Läden belegt. Das Gebäude ist mit einem großen Zwerchhaus mit gestuftem und geschweiftem Giebel ausgestattet, der mit Gesimsen gegliedert ist und mit Obelisken und Voluten verziert ist. Als Schmuck dienen eine Sonnenuhr und ein Wappenfeld. | |
| Alte Kirchhofstraße/Auf dem Graben/Eckenstraße/ Goethestraße/Herrengarten/Enggaß/Gäßling/Kirchstraße/ Pauluseck/Rathausplatz/Sammetgasse/Schlosshof/ Schmalwasserstraße/Tenschstraße/Wilhelm-Heinrich-Straße 49,40277° N, 7,160683° O | Ensemble Altstadt Ottweiler                                 | Schloßhof 6 / Schloßstraße 2, Schlosstheater, Wohnhaus (Ensemblebestandteil): Das Schlosstheater wurde 1950 bis 1956 nach Entwürfen von Carl Holzhauser erbaut. Der dreigeschossige Putzbau mit Segmentbogenfenstern besitzt auf der Längsseite acht Fensterachsen und auf den kurzen vier Achsen. | |
| Alte Kirchhofstraße/Auf dem Graben/Eckenstraße/ Goethestraße/Herrengarten/Enggaß/Gäßling/Kirchstraße/ Pauluseck/Rathausplatz/Sammetgasse/Schlosshof/ Schmalwasserstraße/Tenschstraße/Wilhelm-Heinrich-Straße 49,40277° N, 7,160683° O | Ensemble Altstadt Ottweiler                                 | Schloßhof 7 / 9 / 11, Marstall, 17./19. Jh., später Umbau zum Mehrfamilienhaus (Ensemblebestandteil) | |
| Alte Kirchhofstraße/Auf dem Graben/Eckenstraße/ Goethestraße/Herrengarten/Enggaß/Gäßling/Kirchstraße/ Pauluseck/Rathausplatz/Sammetgasse/Schlosshof/ Schmalwasserstraße/Tenschstraße/Wilhelm-Heinrich-Straße 49,40277° N, 7,160683° O | Ensemble Altstadt Ottweiler                                 | Schloßhof o. Nr., Quack-Brunnen (Einzeldenkmal): Der Quack-Brunnen wurde 1934/35 von Ludwig Nobis geschaffen. Im Zentrum des runden Brunnenbeckens aus Sandstein steht eine breite Säule mit Relief und Wappen. Darauf eine Kugel mit Statue. | |
| Alte Kirchhofstraße/Auf dem Graben/Eckenstraße/ Goethestraße/Herrengarten/Enggaß/Gäßling/Kirchstraße/ Pauluseck/Rathausplatz/Sammetgasse/Schlosshof/ Schmalwasserstraße/Tenschstraße/Wilhelm-Heinrich-Straße 49,40277° N, 7,160683° O | Ensemble Altstadt Ottweiler                                 | Schmalwasserstraße 2, Eckwohnhaus (Ensemblebestandteil) | |
| Alte Kirchhofstraße/Auf dem Graben/Eckenstraße/ Goethestraße/Herrengarten/Enggaß/Gäßling/Kirchstraße/ Pauluseck/Rathausplatz/Sammetgasse/Schlosshof/ Schmalwasserstraße/Tenschstraße/Wilhelm-Heinrich-Straße 49,40277° N, 7,160683° O | Ensemble Altstadt Ottweiler                                 | Schmalwasserstraße 4/6, Wohnhaus (Ensemblebestandteil) | |
| Alte Kirchhofstraße/Auf dem Graben/Eckenstraße/ Goethestraße/Herrengarten/Enggaß/Gäßling/Kirchstraße/ Pauluseck/Rathausplatz/Sammetgasse/Schlosshof/ Schmalwasserstraße/Tenschstraße/Wilhelm-Heinrich-Straße 49,40277° N, 7,160683° O | Ensemble Altstadt Ottweiler                                 | Schmalwasserstraße 8 / Tenschstraße 8, Architekturteile, mittelalterliches Mauerwerk (Ensemblebestandteil): Im Mittelalter wurde Ottweiler von einer ringförmigen Stadtbefestigung umgeben. Reste dieser mittelalterlichen Mauer sind bis heute erhalten geblieben und an einigen Stellen im Stadtbild sichtbar. | |
| Alte Kirchhofstraße/Auf dem Graben/Eckenstraße/ Goethestraße/Herrengarten/Enggaß/Gäßling/Kirchstraße/ Pauluseck/Rathausplatz/Sammetgasse/Schlosshof/ Schmalwasserstraße/Tenschstraße/Wilhelm-Heinrich-Straße 49,40277° N, 7,160683° O | Ensemble Altstadt Ottweiler                                 | Tenschstraße 3, Wohnhaus, 1717 (Ensemblebestandteil) | |
| Alte Kirchhofstraße/Auf dem Graben/Eckenstraße/ Goethestraße/Herrengarten/Enggaß/Gäßling/Kirchstraße/ Pauluseck/Rathausplatz/Sammetgasse/Schlosshof/ Schmalwasserstraße/Tenschstraße/Wilhelm-Heinrich-Straße 49,40277° N, 7,160683° O | Ensemble Altstadt Ottweiler                                 | Tenschstraße 7/9, Wohnhäuser mit Turm (Einzeldenkmal) | |
| Alte Kirchhofstraße/Auf dem Graben/Eckenstraße/ Goethestraße/Herrengarten/Enggaß/Gäßling/Kirchstraße/ Pauluseck/Rathausplatz/Sammetgasse/Schlosshof/ Schmalwasserstraße/Tenschstraße/Wilhelm-Heinrich-Straße 49,40277° N, 7,160683° O | Ensemble Altstadt Ottweiler                                 | Tenschstraße 9a, Wirtschaftsgebäude (Ensemblebestandteil) | |
| Alte Kirchhofstraße/Auf dem Graben/Eckenstraße/ Goethestraße/Herrengarten/Enggaß/Gäßling/Kirchstraße/ Pauluseck/Rathausplatz/Sammetgasse/Schlosshof/ Schmalwasserstraße/Tenschstraße/Wilhelm-Heinrich-Straße 49,40277° N, 7,160683° O | Ensemble Altstadt Ottweiler                                 | Tenschstraße 13, Wohnhaus (Ensemblebestandteil) | |
| Alte Kirchhofstraße/Auf dem Graben/Eckenstraße/ Goethestraße/Herrengarten/Enggaß/Gäßling/Kirchstraße/ Pauluseck/Rathausplatz/Sammetgasse/Schlosshof/ Schmalwasserstraße/Tenschstraße/Wilhelm-Heinrich-Straße 49,40277° N, 7,160683° O | Ensemble Altstadt Ottweiler                                 | Tenschstraße 20, Wohnhaus, 1. Hälfte 18. Jh. (Ensemblebestandteil) | |
| Alte Kirchhofstraße/Auf dem Graben/Eckenstraße/ Goethestraße/Herrengarten/Enggaß/Gäßling/Kirchstraße/ Pauluseck/Rathausplatz/Sammetgasse/Schlosshof/ Schmalwasserstraße/Tenschstraße/Wilhelm-Heinrich-Straße 49,40277° N, 7,160683° O | Ensemble Altstadt Ottweiler                                 | Tenschstraße 25a, Stadtmauer (Einzeldenkmal) | |
| Alte Kirchhofstraße/Auf dem Graben/Eckenstraße/ Goethestraße/Herrengarten/Enggaß/Gäßling/Kirchstraße/ Pauluseck/Rathausplatz/Sammetgasse/Schlosshof/ Schmalwasserstraße/Tenschstraße/Wilhelm-Heinrich-Straße 49,40277° N, 7,160683° O | Ensemble Altstadt Ottweiler                                 | Tenschstraße 27, Scheune, 18. Jh. (Ensemblebestandteil) | |
| Alte Kirchhofstraße/Auf dem Graben/Eckenstraße/ Goethestraße/Herrengarten/Enggaß/Gäßling/Kirchstraße/ Pauluseck/Rathausplatz/Sammetgasse/Schlosshof/ Schmalwasserstraße/Tenschstraße/Wilhelm-Heinrich-Straße 49,40277° N, 7,160683° O | Ensemble Altstadt Ottweiler                                 | Tenschstraße o. Nr. (zwischen Nr. 25 und Goethestraße 9), Stadtmauer (Einzeldenkmal) | |
| Alte Kirchhofstraße/Auf dem Graben/Eckenstraße/ Goethestraße/Herrengarten/Enggaß/Gäßling/Kirchstraße/ Pauluseck/Rathausplatz/Sammetgasse/Schlosshof/ Schmalwasserstraße/Tenschstraße/Wilhelm-Heinrich-Straße 49,40277° N, 7,160683° O | Ensemble Altstadt Ottweiler                                 | Wilhelm-Heinrich-Straße 1, Hotel Haass, Wohnhaus, 19. Jh., um 1900 Aufstockung (Ensemblebestandteil) | |
| Alte Kirchhofstraße/Auf dem Graben/Eckenstraße/ Goethestraße/Herrengarten/Enggaß/Gäßling/Kirchstraße/ Pauluseck/Rathausplatz/Sammetgasse/Schlosshof/ Schmalwasserstraße/Tenschstraße/Wilhelm-Heinrich-Straße 49,40277° N, 7,160683° O | Ensemble Altstadt Ottweiler                                 | Wilhelm-Heinrich-Straße 2, Wohnhaus, 1806–08 von Johann Adam Knipper (Einzeldenkmal) | |
| Alte Kirchhofstraße/Auf dem Graben/Eckenstraße/ Goethestraße/Herrengarten/Enggaß/Gäßling/Kirchstraße/ Pauluseck/Rathausplatz/Sammetgasse/Schlosshof/ Schmalwasserstraße/Tenschstraße/Wilhelm-Heinrich-Straße 49,40277° N, 7,160683° O | Ensemble Altstadt Ottweiler                                 | Wilhelm-Heinrich-Straße 3, Wohnhaus, 1. Hälfte 19. Jh. (Ensemblebestandteil) | |
| Alte Kirchhofstraße/Auf dem Graben/Eckenstraße/ Goethestraße/Herrengarten/Enggaß/Gäßling/Kirchstraße/ Pauluseck/Rathausplatz/Sammetgasse/Schlosshof/ Schmalwasserstraße/Tenschstraße/Wilhelm-Heinrich-Straße 49,40277° N, 7,160683° O | Ensemble Altstadt Ottweiler                                 | Wilhelm-Heinrich-Straße 4, Wohnhaus, um 1840 (Ensemblebestandteil) | |
| Alte Kirchhofstraße/Auf dem Graben/Eckenstraße/ Goethestraße/Herrengarten/Enggaß/Gäßling/Kirchstraße/ Pauluseck/Rathausplatz/Sammetgasse/Schlosshof/ Schmalwasserstraße/Tenschstraße/Wilhelm-Heinrich-Straße 49,40277° N, 7,160683° O | Ensemble Altstadt Ottweiler                                 | Wilhelm-Heinrich-Straße 5, Wohnhaus, 4. Viertel 19. Jh. (Ensemblebestandteil) | |
| Alte Kirchhofstraße/Auf dem Graben/Eckenstraße/ Goethestraße/Herrengarten/Enggaß/Gäßling/Kirchstraße/ Pauluseck/Rathausplatz/Sammetgasse/Schlosshof/ Schmalwasserstraße/Tenschstraße/Wilhelm-Heinrich-Straße 49,40277° N, 7,160683° O | Ensemble Altstadt Ottweiler                                 | Wilhelm-Heinrich-Straße 6, Wohn- und Geschäftshaus, 1960 von F.W. Glaser (Ensemblebestandteil) | |
| Alte Kirchhofstraße/Auf dem Graben/Eckenstraße/ Goethestraße/Herrengarten/Enggaß/Gäßling/Kirchstraße/ Pauluseck/Rathausplatz/Sammetgasse/Schlosshof/ Schmalwasserstraße/Tenschstraße/Wilhelm-Heinrich-Straße 49,40277° N, 7,160683° O | Ensemble Altstadt Ottweiler                                 | Wilhelm-Heinrich-Straße 7, Wohnhaus, 2. Hälfte 19. Jh. (Ensemblebestandteil) | |
| Alte Kirchhofstraße/Auf dem Graben/Eckenstraße/ Goethestraße/Herrengarten/Enggaß/Gäßling/Kirchstraße/ Pauluseck/Rathausplatz/Sammetgasse/Schlosshof/ Schmalwasserstraße/Tenschstraße/Wilhelm-Heinrich-Straße 49,40277° N, 7,160683° O | Ensemble Altstadt Ottweiler                                 | Wilhelm-Heinrich-Straße 8, Wohnhaus, 17./18. Jh. (Ensemblebestandteil) | |
| Alte Kirchhofstraße/Auf dem Graben/Eckenstraße/ Goethestraße/Herrengarten/Enggaß/Gäßling/Kirchstraße/ Pauluseck/Rathausplatz/Sammetgasse/Schlosshof/ Schmalwasserstraße/Tenschstraße/Wilhelm-Heinrich-Straße 49,40277° N, 7,160683° O | Ensemble Altstadt Ottweiler                                 | Wilhelm-Heinrich-Straße 10, Giebelhaus, 17./18. Jh. (Ensemblebestandteil) | |
| Alte Kirchhofstraße/Auf dem Graben/Eckenstraße/ Goethestraße/Herrengarten/Enggaß/Gäßling/Kirchstraße/ Pauluseck/Rathausplatz/Sammetgasse/Schlosshof/ Schmalwasserstraße/Tenschstraße/Wilhelm-Heinrich-Straße 49,40277° N, 7,160683° O | Ensemble Altstadt Ottweiler                                 | Wilhelm-Heinrich-Straße 11, Wohnhaus, 1808–09, Fassade 1920- 30 (Ensemblebestandteil) | |
| Alte Kirchhofstraße/Auf dem Graben/Eckenstraße/ Goethestraße/Herrengarten/Enggaß/Gäßling/Kirchstraße/ Pauluseck/Rathausplatz/Sammetgasse/Schlosshof/ Schmalwasserstraße/Tenschstraße/Wilhelm-Heinrich-Straße 49,40277° N, 7,160683° O | Ensemble Altstadt Ottweiler                                 | Wilhelm-Heinrich-Straße 12, Wohnhaus, 18./19. Jh. (Ensemblebestandteil) | |
| Alte Kirchhofstraße/Auf dem Graben/Eckenstraße/ Goethestraße/Herrengarten/Enggaß/Gäßling/Kirchstraße/ Pauluseck/Rathausplatz/Sammetgasse/Schlosshof/ Schmalwasserstraße/Tenschstraße/Wilhelm-Heinrich-Straße 49,40277° N, 7,160683° O | Ensemble Altstadt Ottweiler                                 | Wilhelm-Heinrich-Straße 13, Wohnhaus, 1804, Aufstockung 1842 (Ensemblebestandteil) | |
| Alte Kirchhofstraße/Auf dem Graben/Eckenstraße/ Goethestraße/Herrengarten/Enggaß/Gäßling/Kirchstraße/ Pauluseck/Rathausplatz/Sammetgasse/Schlosshof/ Schmalwasserstraße/Tenschstraße/Wilhelm-Heinrich-Straße 49,40277° N, 7,160683° O | Ensemble Altstadt Ottweiler                                 | Wilhelm-Heinrich-Straße 14, Wohnhaus, 17./18. Jh. (Ensemblebestandteil) | |
| Alte Kirchhofstraße/Auf dem Graben/Eckenstraße/ Goethestraße/Herrengarten/Enggaß/Gäßling/Kirchstraße/ Pauluseck/Rathausplatz/Sammetgasse/Schlosshof/ Schmalwasserstraße/Tenschstraße/Wilhelm-Heinrich-Straße 49,40277° N, 7,160683° O | Ensemble Altstadt Ottweiler                                 | Wilhelm-Heinrich-Straße 16, Giebelhaus, 17./18. Jh., nach 1945 teilerneuert (Ensemblebestandteil) | |
| Alte Kirchhofstraße/Auf dem Graben/Eckenstraße/ Goethestraße/Herrengarten/Enggaß/Gäßling/Kirchstraße/ Pauluseck/Rathausplatz/Sammetgasse/Schlosshof/ Schmalwasserstraße/Tenschstraße/Wilhelm-Heinrich-Straße 49,40277° N, 7,160683° O | Ensemble Altstadt Ottweiler                                 | Wilhelm-Heinrich-Straße 18, Sonnenwirtshaus, Wohnhaus, 17. Jh. (Ensemblebestandteil) | |
| Alte Kirchhofstraße/Auf dem Graben/Eckenstraße/ Goethestraße/Herrengarten/Enggaß/Gäßling/Kirchstraße/ Pauluseck/Rathausplatz/Sammetgasse/Schlosshof/ Schmalwasserstraße/Tenschstraße/Wilhelm-Heinrich-Straße 49,40277° N, 7,160683° O | Ensemble Altstadt Ottweiler                                 | Wilhelm-Heinrich-Straße 19, Kath. Kirche Maria Geburt (Einzeldenkmal): Das Gotteshaus wurde in den Jahren 1832 bis 1834 nach Plänen von Baumeister Leonhard oder Karl Friedrich Schinkel im klassizistischen Stil erbaut. Der helle Saalbau wird von einer flachen Decke gedeckt, die über eine breite Hohlkehle in die Wände übergeht. Der Saalbau mit fünf Fensterachsen geht in einen eingezogenen halbrunden Chor über. Die Portalfassade ist klar gegliedert. Über dem Portal sitzt ein mächtiger Giebelreiter als Glockenturm. Darunter sitzt ein Risalit mit Ecklisenen und Giebelgesims. Das Portal wird von einem breiten Gebälk mit profilierter Verdachung gerahmt. | |
| Alte Kirchhofstraße/Auf dem Graben/Eckenstraße/ Goethestraße/Herrengarten/Enggaß/Gäßling/Kirchstraße/ Pauluseck/Rathausplatz/Sammetgasse/Schlosshof/ Schmalwasserstraße/Tenschstraße/Wilhelm-Heinrich-Straße 49,40277° N, 7,160683° O | Ensemble Altstadt Ottweiler                                 | Wilhelm-Heinrich-Straße 20, kath. Pfarrhaus, 1753, 1820 Wohnhaus, 1866 Ladeneinbau (Ensemblebestandteil) | |
| Alte Kirchhofstraße/Auf dem Graben/Eckenstraße/ Goethestraße/Herrengarten/Enggaß/Gäßling/Kirchstraße/ Pauluseck/Rathausplatz/Sammetgasse/Schlosshof/ Schmalwasserstraße/Tenschstraße/Wilhelm-Heinrich-Straße 49,40277° N, 7,160683° O | Ensemble Altstadt Ottweiler                                 | Wilhelm-Heinrich-Straße 22, Wohnhaus, 17./18. Jh. (Ensemblebestandteil) | |
| Alte Kirchhofstraße/Auf dem Graben/Eckenstraße/ Goethestraße/Herrengarten/Enggaß/Gäßling/Kirchstraße/ Pauluseck/Rathausplatz/Sammetgasse/Schlosshof/ Schmalwasserstraße/Tenschstraße/Wilhelm-Heinrich-Straße 49,40277° N, 7,160683° O | Ensemble Altstadt Ottweiler                                 | Wilhelm-Heinrich-Straße 23, Wohn- und Geschäftshaus, 1. Viertel 20. Jh. (Ensemblebestandteil) | |
| Alte Kirchhofstraße/Auf dem Graben/Eckenstraße/ Goethestraße/Herrengarten/Enggaß/Gäßling/Kirchstraße/ Pauluseck/Rathausplatz/Sammetgasse/Schlosshof/ Schmalwasserstraße/Tenschstraße/Wilhelm-Heinrich-Straße 49,40277° N, 7,160683° O | Ensemble Altstadt Ottweiler                                 | Wilhelm-Heinrich-Straße 26, Wohnhaus (Ensemblebestandteil) | |
| Alte Kirchhofstraße/Auf dem Graben/Eckenstraße/ Goethestraße/Herrengarten/Enggaß/Gäßling/Kirchstraße/ Pauluseck/Rathausplatz/Sammetgasse/Schlosshof/ Schmalwasserstraße/Tenschstraße/Wilhelm-Heinrich-Straße 49,40277° N, 7,160683° O | Ensemble Altstadt Ottweiler                                 | Wilhelm-Heinrich-Straße 28, Wohnhaus (Ensemblebestandteil) | |
| Alte Kirchhofstraße/Auf dem Graben/Eckenstraße/ Goethestraße/Herrengarten/Enggaß/Gäßling/Kirchstraße/ Pauluseck/Rathausplatz/Sammetgasse/Schlosshof/ Schmalwasserstraße/Tenschstraße/Wilhelm-Heinrich-Straße 49,40277° N, 7,160683° O | Ensemble Altstadt Ottweiler                                 | Wilhelm-Heinrich-Straße 30, Wohn- und Geschäftshaus, 1936 von Josef Keller (Ensemblebestandteil) | |
| Alte Kirchhofstraße/Auf dem Graben/Eckenstraße/ Goethestraße/Herrengarten/Enggaß/Gäßling/Kirchstraße/ Pauluseck/Rathausplatz/Sammetgasse/Schlosshof/ Schmalwasserstraße/Tenschstraße/Wilhelm-Heinrich-Straße 49,40277° N, 7,160683° O | Ensemble Altstadt Ottweiler                                 | Wilhelm-Heinrich-Straße 31, Wohnhaus, um 1850 (Ensemblebestandteil) | |
| Alte Kirchhofstraße/Auf dem Graben/Eckenstraße/ Goethestraße/Herrengarten/Enggaß/Gäßling/Kirchstraße/ Pauluseck/Rathausplatz/Sammetgasse/Schlosshof/ Schmalwasserstraße/Tenschstraße/Wilhelm-Heinrich-Straße 49,40277° N, 7,160683° O | Ensemble Altstadt Ottweiler                                 | Wilhelm-Heinrich-Straße 32, Wohnhaus, 1. Hälfte 18. Jh. (Einzeldenkmal) | |
| Alte Kirchhofstraße/Auf dem Graben/Eckenstraße/ Goethestraße/Herrengarten/Enggaß/Gäßling/Kirchstraße/ Pauluseck/Rathausplatz/Sammetgasse/Schlosshof/ Schmalwasserstraße/Tenschstraße/Wilhelm-Heinrich-Straße 49,40277° N, 7,160683° O | Ensemble Altstadt Ottweiler                                 | Wilhelm-Heinrich-Straße 34/36, sog. Witwenpalais, Stadtpalais (Einzeldenkmal): Das Stadtpalais wurde 1757 von Friedrich Joachim Stengel als Residenz für Fürst Wilhelm Heinrich erbaut. 1770 bis 1790 war dort ein Porzellanmagazin eingerichtet, nach 1804 war es dann Wohnhaus. Im Jahre 1889 kam das Anwesen in den Besitz des Landkreises Ottweiler und ist seither das Landratsamt des jetzigen Landkreises Neunkirchen. Von 1909 bis 1911 wurde es nach Plänen des Kreisbaumeisters Otto Eberbach erweitert, 1929 bis 1931 umgebaut. Der roter Sandsteinbau ist mit Gurtgesimsen horizontal gegliedert. Im Erdgeschoss gliedern Lisenen den Bau, diesen folgen Pilaster mit ionischen Kapitälen in den beiden anderen Stockwerken. Die Pilaster tragen dann ein Traufgesims. Ursprünglich war darüber eine Balustrade mit fürstlichem Wappen und Vasen. Die Vasen sind erhalten und stehen heute auf dem weit auskragenden Traufgesims, Balustrade und Wappen wurden während der Französischen Revolution zerstört. Die breiten Fenster werden von profilierten, im Stichbogen geschlossenen Gewänden umrahmt, die breit verlaufende Rocailleschlusssteine aufweisen. Die Rückseite ist einfacher und hat einen Risalit mit Giebelfeld. | |
| Alte Kirchhofstraße/Auf dem Graben/Eckenstraße/ Goethestraße/Herrengarten/Enggaß/Gäßling/Kirchstraße/ Pauluseck/Rathausplatz/Sammetgasse/Schlosshof/ Schmalwasserstraße/Tenschstraße/Wilhelm-Heinrich-Straße 49,40277° N, 7,160683° O | Ensemble Altstadt Ottweiler                                 | Wilhelm-Heinrich-Straße 35, Hotel Kaiserhof | Erbaut 1903 |
| Alte Kirchhofstraße, o. Nr. 49,404018° N, 7,15895° O | Ev. Friedhof, Tor, Friedhofsmauer                           | 1829 von Johann Jakob erbaut, 1866 versetzt und renoviert | |
| Am Güterbahnhof/Führter Straße 49,403198° N, 7,166603° O | Güterbahnhof                                                | Erbaut in den Jahren 1850 bis 1875 | |
| Anton-Hansen-Straße 9 49,4027° N, 7,16458° O | Wohnhaus                                                    | Erbaut um 1890 | |
| Bahnhofstraße 49,402259° N, 7,165926° O | Bahnhofsempfangsgebäude, Nebengebäude, 1877 (Einzeldenkmal) | Schon im Jahr 1859 hatte Ottweiler einen Bahnhof, der als provisorisches Empfangsgebäude mit Fachwerk errichtet wurde. 1877 erhielt die Stadt dann das heutige Bahnhofsgebäude. Die Deutsche Bahn gab das Empfangsgebäude 1995 auf. Von 1996 bis 2003 führten Privatfirmen den Bahnhof, ab 2004 übernahm der ASB das Tagesgeschäft als Beschäftigungsmodell. 2012 wurde der Bahnhof von der Deutschen Bahn an die Stadt Ottweiler verkauft. Der zweigeschossige, traufständige Putzbau mit schiefergedecktem Satteldach befindet sich westlich der Gleisanlagen. Die Fenster und Türen des Erdgeschosses sind im Rundbogenstil ausgeführt, die des Obergeschosses sind hochrechteckig und durch ein Sohlbankgesims verbunden. Der Haupteingang liegt in einem Mittelrisalit mit Dreiecksgiebel. | |
| Bliesstraße 2 49,40298° N, 7,163661° O | Gartenpavillon des Herrengartens (Einzeldenkmal)            | Der Gartenpavillon wurde 1758 von Friedrich Joachim Stengel für Fürst Wilhelm Heinrich erbaut. Das Gebäude war ursprünglich von einem Wassergraben umgeben. Die so entstandene Insel konnte über eine Brücke betreten werden die von zwei Statuen, Türken mit gezogenen Säbeln, flankiert wurde. Das zweigeschossige Gebäude mit rocaillegeschmücktem Portal und Mansardendach wurde im Stil des Barock errichtet. Ecklisenen und ein Gurtgesims gliedern die Fassaden. Ab 1784 war er die Wohnstätte der Katharina Kest. | |
| Feldstraße 3/3a 49,40171° N, 7,16984° O | kath. Pfarrkirche St. Johannes, Turmreste, Fundamente       | | |
| In der Burgmühle 1 49,40641° N, 7,15393° O | Burgmühle                                                   | Erbaut im 17. Jahrhundert | |
| Kirchstraße 3 49,40378° N, 7,16078° O | Eckhaus                                                     | Erbaut im 17. Jahrhundert | |
| Linxweilerstraße 5 49,406244° N, 7,163445° O | Schule                                                      | Erbaut im letzten Viertel 19. Jahrhundert | |
| Linxweilerstraße 6 49,40603° N, 7,1636° O | Wohnhaus                                                    | Erbaut 1819 | |
| Maria-Juchacz-Ring 49,404936° N, 7,148143° O | Jüdischer Friedhof, 1842 (Einzeldenkmal)                    | Die Ottweiler Juden erhielten 1842 einen eigenen Friedhof im Ort. Bis zu diesem Zeitpunkt hatten sie ihre Toten auf dem jüdischen Friedhof Illingen bestattet. Die letzte Beisetzung fand 1935 statt. 1938 wurde der Friedhof verwüstet, 1945 wiederhergestellt. Heute sind etwa 80 Grabsteine erhalten. Das älteste noch erhaltene Grab des Friedhofs stammt aus dem Jahr 1864. | |
| Reiherswaldweg 2 49,40073° N, 7,16041° O | Amtsgericht                                                 | Erbaut 1911/12 | |
| Saarbrücker Straße 4 49,40107° N, 7,16486° O | Magazin                                                     | 1913/14 von H. Güth und H. Kurzrock erbaut | |
| Saarbrücker Straße 18 49,39932° N, 7,168° O | Eulenschlösschen, Villa                                     | Erbaut 1900 | |
| Saarbrücker Straße o. Nr. 49,400809° N, 7,166243° O | Viktoriabrücke, Eisenbahnbrücke                             | 1857/58 erbaut, 1937 verbreitert | |
| Seminarstraße 14 49,39962° N, 7,16454° O | Villa                                                       | Erbaut 1891 | |
| Seminarstraße 25 49,39999° N, 7,16354° O | Landratsvilla                                               | Erbaut 1891/92 | |
| Seminarstraße 43 49,400421° N, 7,161092° O | Kgl. Lehrerseminar, Seminargebäude, 1874–76 (Einzeldenkmal) | 1874 wurde in Ottweiler das „Evangelische Lehrerseminar“ gegründet. Das Königlich-Preußische Lehrerseminar hatte zunächst kein eigenes Gebäude zur Verfügung, doch noch im selben Jahr wurde mit dem Bau eines Gebäudes begonnen, das 1876 fertiggestellt wurde. Das Gebäude ist heute das Gymnasium Ottweiler. Der langgestreckte Sandsteinbau besitzt drei Geschosse. Das Erdgeschoss ist vom restlichen Baukörper mit einem auskragenden Geschossgesims getrennt. Darauf sitzen Lisenen auf, die die einzelnen Fensterachsen trennen. Ein Bogenfries schließt den Baukörper oben ab. Ein Mittelrisalit mit Dreiecksgiebel nimmt den Eingang mit kleinem Vorbau auf. Bekrönt wird der Risalit von einem Kreuz. | |